# Juan Ramón Paredes
Juan Ramón Paredes Zelaya (Santa Tecla, 23 maggio 1950) è un allenatore di calcio ed ex calciatore salvadoregno, di ruolo difensore.

## Carriera

### Giocatore
Ha giocato fino al 1984 nel Salvadoreño. Nel 1985 è stato acquistato dal New York Eagles, con cui ha concluso la propria carriera da calciatore nel 1986.

### Allenatore

#### 1986-2002: dal Vendaval all'Alianza
Ha cominciato la propria carriera da allenatore nel 1986, alla guida del Vendaval. Nel 1987 è diventato tecnico dell'UES. Nel 1989 ha firmato un contratto con l'Atlético Marte. Nel 1993 è stato ingaggiato dal Dragón. Nel 1994 ha firmato un contratto con l'Águila. Nella stagione 1998-1999 ha allenato l'Atlético Marte. Nella stagione successiva è tornato all'Águila. Nel 2000 ha firmato un contratto con l'Alianza.

#### 2002-2010: dalla Nazionale salvadoregna al Municipal Limeño
Nel 2002 è diventato commissario tecnico della Nazionale salvadoregna. Con la Nazionale salvadoregna ha partecipato alla CONCACAF Gold Cup 2003. Conclusa l'esperienza da commissario tecnico, nel 2004 ha firmato un contratto con il Salvadoreño. Nel 2005 è stato ingaggiato dal San Salvador. Nella stagione 2006-2007 ha allenato l'Independiente. La stagione successiva ha firmato un contratto con l'Once Municipal. Nel 2008 è stato ingaggiato dal Fuerte. Nel 2009 è diventato tecnico del Municipal Limeño.

#### 2010-presente: dall'Atlético Marte al Sonsonate
Nel 2010 ha firmato un contratto con l'Atlético Marte. Nel 2012 è stato ingaggiato dall'El Roble. Nel 2014 è diventato vice allenatore dell'Atlético Marte. Nella stagione 2015-2016 ricopre lo stesso ruolo nel Marte Soyapango. Nel 2017 ha firmato un contratto con il Platense Municipal. Nell'estate 2018 è diventato tecnico del Sonsonate.